# تشارلز بابكوك
تشارلز بابكوك (بالإنجليزية: Charles Babcock)‏ هو مهندس معماري أمريكي، ولد في 1829 في بالستون في الولايات المتحدة، وتوفي في 1913.

## معرض صور

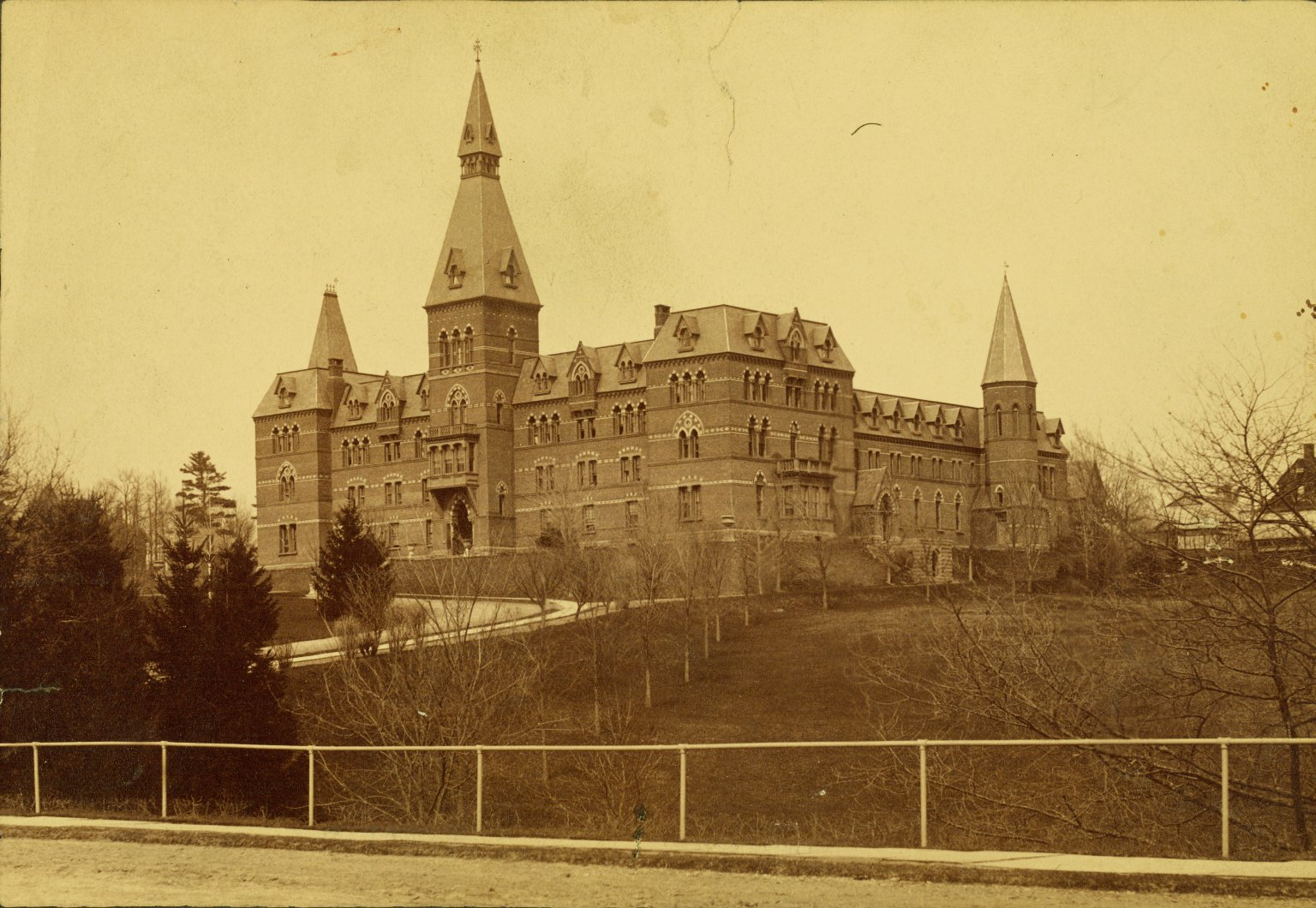
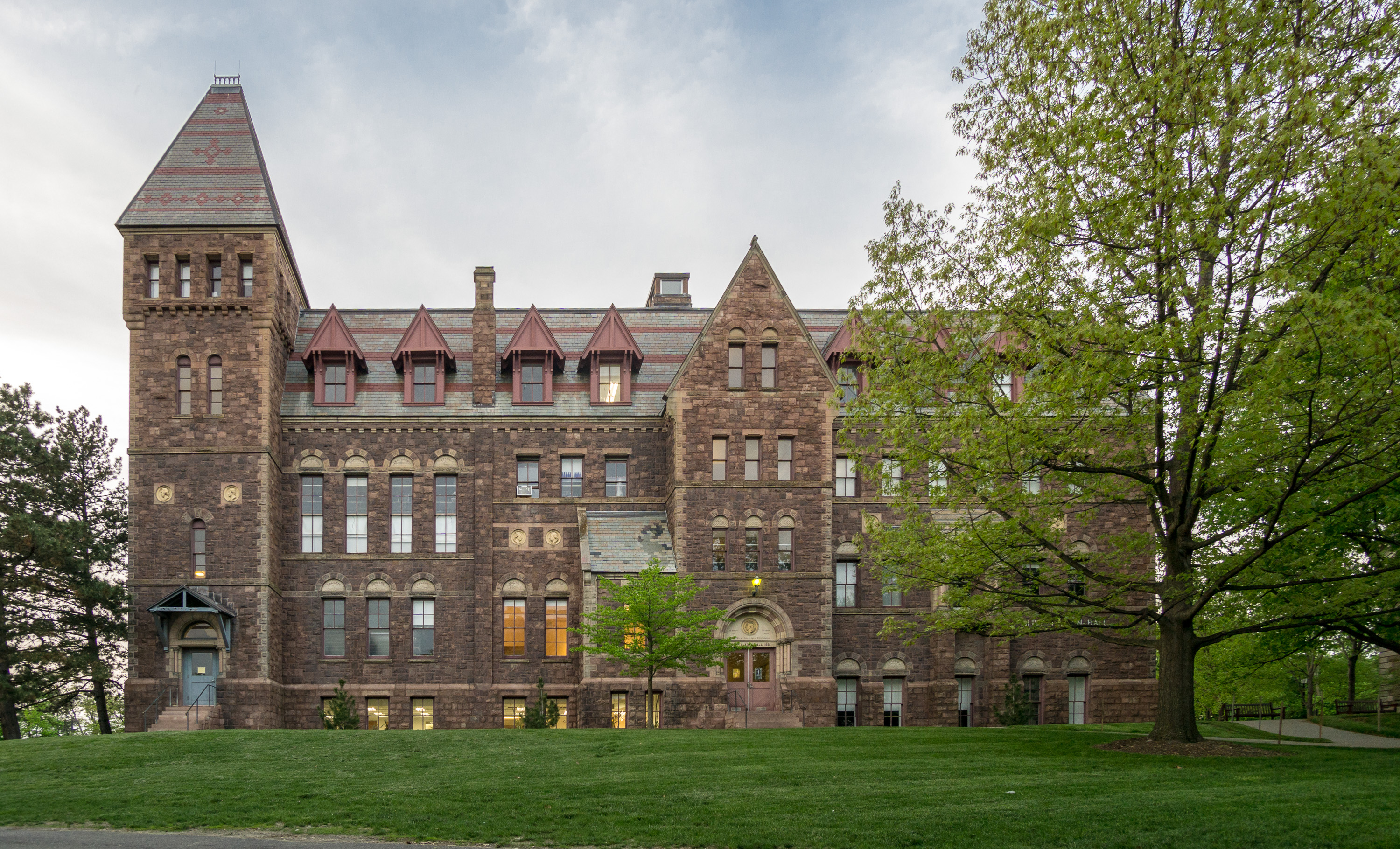
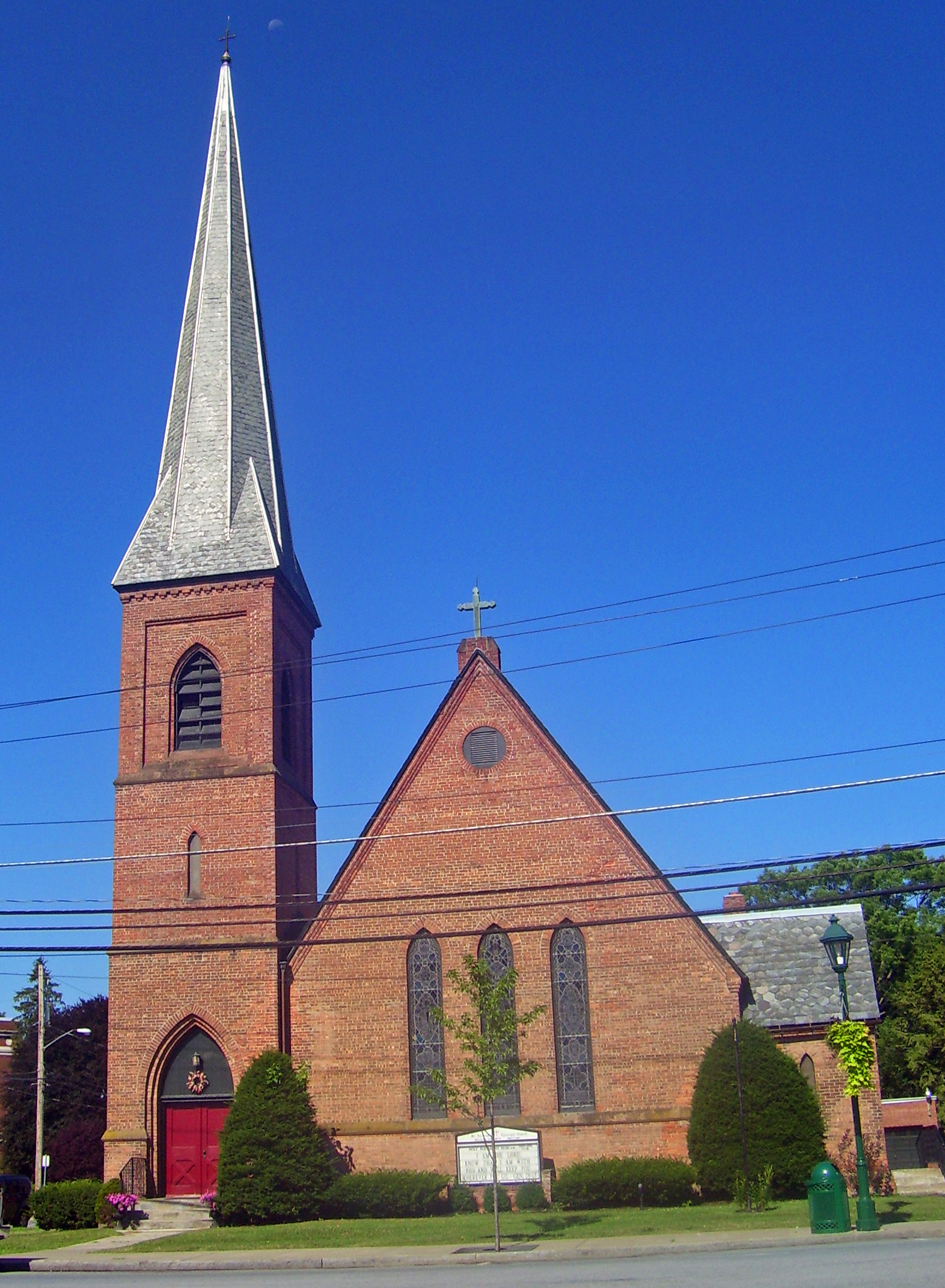
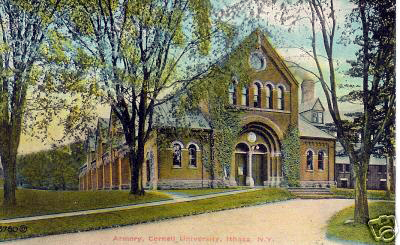